# Paproć (Góry Słonne)
Paproć (503 m n.p.m.) – szczyt w Górach Sanocko-Turczańskich.
Leży w Górach Słonnych, jest zakończeniem bocznego odgałęzienia odbiegającego od głównego grzbietu z południowego stoku góry Przysłup (658 m n.p.m.) na południowy zachód. Od zachodu dolina Wujskiego oddziela Paproć od masywu Granickiej (575 m n.p.m.), natomiast południowe stoki opadają ku dolinie Sanu. Wzniesienie jest, z wyjątkiem niewielkiego obszaru na północnym zboczu, całkowicie zalesione; znajduje się na terenie Parku Krajobrazowego Gór Słonnych.
Nie prowadzą tędy znakowane szlaki turystyczne.